# 2010 NV1
2010 NV1, eller (336756) 2010 NV1, är en småplanet i det yttre av solsystemet. Objektet upptäcktes 1 juni 2010 av Wide-Field Infrared Survey Explorer, ett infrarött rymdteleskop i omloppsbana runt jorden.
Omloppsbanan är anmärkningsvärd, då den rör sig i en retrograd bana runt solen. Dessutom är omloppsbanan utsträckt, så att den, när den befinner som närmast solen, återfinns ungefär vid samma avstånd som Saturnus och 20 gånger avståndet till Neptunus när den är som längst bort. Ett varv runt solen tar därför 5 500 år. Den här typen av omloppsbana är typisk för vissa kometer. Man har dock inte observerat något som antyder att det rör sig om en komet. Det kan dock bero på att den befinner sig så långt från solen.